# IEEE 1905
IEEE 1905.1 és un estàndard IEEE que defineix un activador de xarxa per a xarxes domèstiques que admet tecnologies tant sense fil com per cable: IEEE 802.11 (comercialitzat amb la marca registrada Wi-Fi), IEEE 1901 (HomePlug, HD-PLC) xarxa elèctrica, IEEE 802.3 Ethernet i Multimèdia sobre Coax (MoCA).

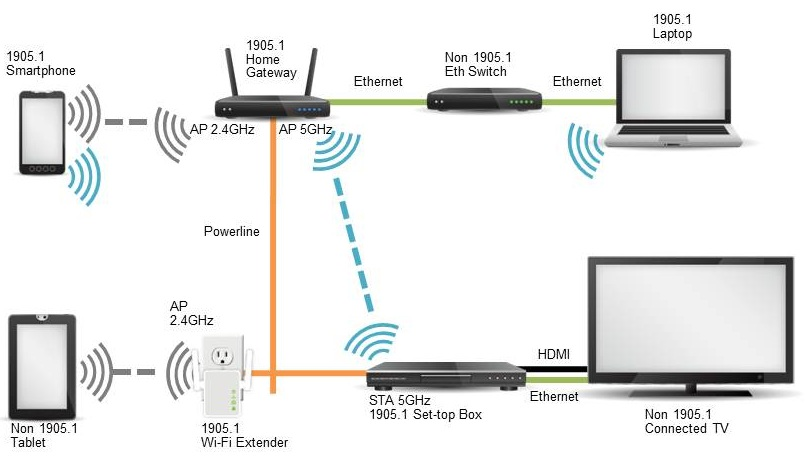
Xarxa domèstica 1905.1 (no mostra connexió elèctrica de CA ni connectivitat MoCA)

El grup de treball IEEE P1905.1 va tenir la seva primera reunió el desembre de 2010 per començar el desenvolupament de les especificacions de la xarxa domèstica digital de convergència. Al voltant de 30 organitzacions van participar en el grup i van aconseguir l'aprovació de l'esborrany de l'estàndard P1905.1 el gener de 2013 amb l'aprovació final i la publicació per part de IEEE-SA l'abril de 2013.
El grup de treball estàndard IEEE 1905.1 està patrocinat pel comitè d'estàndards de comunicació de línia elèctrica (PLCSC) IEEE. Des del 2013 al 2015 aproximadament, un programa anomenat productes relacionats amb la certificació nVoy. No s'ha de confondre amb el dispositiu Pogo Mobile i nVoy del mateix nom ni amb diversos dispositius en xarxa anomenats Envoy. Els venedors (com Qualcomm i Broadcom) van avalar el règim de certificació. Les llistes de característiques i avantatges de l'IEEE 1905 a nivell de consumidor també són responsabilitat dels certificadors nVoy.

## Descripció
L'estàndard inclou la configuració, la configuració i el funcionament de dispositius de xarxa domèstica que utilitzen tecnologies heterogènies. L'ús de diversos tipus d'interfície (Ethernet, Wi-Fi, Powerline i MoCA) permet una millor cobertura tant per a dispositius mòbils com fixos.
L'estandardització de l'ús de múltiples tecnologies de xarxa per transmetre dades a un únic dispositiu de manera transparent permet casos d'ús potents a les xarxes domèstiques:
- Augmenteu la capacitat equilibrant la càrrega de diferents fluxos en diferents enllaços.
- Augmentar la robustesa de les transmissions canviant els fluxos d'un enllaç a un altre en cas de degradació de l'enllaç.
- Integrar millor els aparells de consum amb connectivitat de xarxa limitada (només línia elèctrica) i dispositius de xarxa de gamma alta (normalment només Ethernet) en una xarxa comuna accessible mitjançant 802.11ac i.11n per al control d'aparells i la transmissió de mitjans multimèdia.
- Unifiqueu la certificació del dispositiu sota un règim per a tots els protocols de xarxa principals (nVoy - vegeu més avall)
- En general, reduïu el nombre de dispositius diferents necessaris i permeteu que les funcions d'emmagatzematge, processament i interfície d'usuari migrin a perifèrics específics per a un propòsit en un "bus" o backbone en xarxa de 2 a 5 gigabits.

## Visió general tècnica

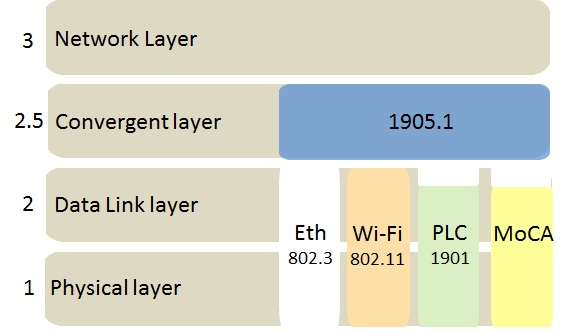
Model de capa OSI que inclou 1905.1

Els dispositius 1905.1 executen una capa d'abstracció (AL) que amaga la diversitat de tecnologies de control d'accés als mitjans. Aquesta subcapa intercanvia la unitat de dades de missatges de control (CMDU) amb els veïns 1905.1. Les CMDU es comuniquen directament a través de la capa 2 de les diferents tecnologies suportades sense necessitat de tenir una pila IP. L'estàndard no requereix cap canvi a les especificacions de les tecnologies subjacents.
Aquesta capa d'abstracció proporciona una adreça EUI-48 única per identificar un dispositiu 1905.1. Aquesta adreça única és útil per mantenir una adreça persistent quan hi ha diverses interfícies disponibles i facilitar el canvi de trànsit entre interfícies sense problemes. L'estàndard no defineix el protocol de prevenció i reenviament de bucles. Un dispositiu 1905.1 és compatible amb els protocols de pont IEEE 802.1 existents.

1905.1 arquitectura

La gestió d'un dispositiu 1905.1 es simplifica mitjançant l'ús d'una entitat de gestió de la capa d'abstracció (ALME) unificada i amb l'ús d'un model de dades accessible amb CWMP (Broadband Forum TR-069).

## Arquitectura
L'arquitectura dissenyada per a la capa d'abstracció es basa en dos punts d'accés al servei 1905.1 accessibles a les capes superiors: un 1905.1 MAC SAP i un 1905.1 ALME SAP.
L'ALME és una entitat de gestió única que admet diferents entitats de gestió dependents dels mitjans i una taula de reenviament basada en el flux. S'utilitza un protocol 1905.1 entre ALME per distribuir diferents tipus d'informació de gestió com ara: topologia i mètriques d'enllaç.
L'ALME és una entitat de gestió única que admet diferents entitats de gestió dependents dels mitjans i una taula de reenviament basada en el flux. S'utilitza un protocol 1905.1 entre ALME per distribuir diferents tipus d'informació de gestió com ara: topologia i mètriques d'enllaç.